# Alain Devaquet
Alain Jean Pierre Devaquet (* 4. Oktober 1942 in Raon-l’Étape, Département Vosges; † 19. Januar 2018 in Villejuif, Département Val-de-Marne) war ein französischer Chemiker und Politiker (RPR). Von März 1986 bis zu seinem Rücktritt im Dezember desselben Jahres war er beigeordneter Minister für Forschung und Hochschulbildung im Kabinett Chirac II.

## Leben
Alain Devaquet studierte zunächst in Nancy, später in Paris an der École normale supérieure de Saint-Cloud (Vorgängerorganisation der ENS Lyon) Chemie. 1970 wurde er an der Universität Paris-Süd in Orsay promoviert; seine Doktorarbeit hatte er am Labor für theoretische Chemie der Universität bei Lionel Salem angefertigt. Nach Stellen beim CNRS, an der Cornell University bei dem späteren Nobelpreisträger Roald Hoffmann und an der University of Western Ontario wurde er 1975 Professor an der Universität Pierre und Marie Curie (UPMC) in Paris. Dort gründete er das Labor für theoretische organische Chemie (LCOT). Ebenso lehrte er an der École polytechnique.
1977 trat Devaquet in die gaullistische Partei RPR ein. Von 1978 bis 1981 und erneut von 1988 bis 1997 war er Abgeordneter der Nationalversammlung für Paris. 1983 bis 1995 war er Bürgermeister des 11. Arrondissements der Hauptstadt.
Am 20. März 1986 wurde er im Kabinett Chirac II, dem ersten Kohabitations-Kabinett der Fünften Republik, beigeordneter Minister für Forschung und Hochschulbildung. Sein Ressort war dem Bildungsminister René Monory unterstellt. Am 8. Dezember desselben Jahres trat Devaquet von seinem Amt zurück.
1997 ernannte ihn der mittlerweile zum Staatspräsidenten avancierte Jacques Chirac, dessen Kabinett Devaquet 1986 angehört hatte, zum wissenschaftlichen Berater. Diese Funktion übte er bis 2007 aus.
Am 19. Januar 2018 erlag Alain Devaquet in einem Krankenhaus in Villejuif bei Paris einem Krebsleiden. Er wurde im 17. Arrondissement von Paris beigesetzt.

## Wirken

### Wissenschaft
Als Chemiker befasste sich Devaquet mit der Molekülorbitaltheorie zur Beschreibung von Reaktionen und wendete sie auf die theoretische Untersuchung photochemischer Prozesse an. An dem von ihm gegründeten Labor für theoretische organische Chemie (LCOT) an der UPMC untersuchte er vornehmlich Reaktionen in angeregten Zuständen und erwarb sich und dem Labor internationales Ansehen. Das LCOT fusionierte 1998 mit dem CNRS-Labor für Dynamik molekularer Wechselwirkungen (DIM) zum Labor für theoretische Chemie (Laboratoire de chimie théorique, LCT), das noch heute besteht (Stand 2020).

### Politik
In der Öffentlichkeit ist Devaquets Name verbunden mit einer von ihm als Minister für Hochschulbildung getragenen geplanten Universitätsreform 1986. Der Gesetzentwurf sah vor, den Universitäten mehr Autonomie zu gewähren, eine strengere Auswahl bei der Zulassung zum Studium einzuführen und die Studiengebühren zu erhöhen.
Das Vorhaben stieß sofort nach Bekanntwerden auf den Widerstand von Schüler- und Studentenverbänden und führte zu mehreren Wochen anhaltenden Protesten und Massendemonstrationen in ganz Frankreich. Devaquets übergeordneter Minister René Monory griff ein und schlug die Entschärfung des Gesetzentwurfs vor. Die Proteste hielten jedoch an. Am 6. Dezember 1986 kam in diesem Zusammenhang im Pariser Universitätsviertel Quartier Latin der Student Malik Oussekine bei einem Polizeieinsatz ums Leben. Die Proteste und der Todesfall führten zur Aufgabe des Vorhabens durch die Regierung und zum Rücktritt Devaquets am 8. Dezember.

## Werke
- Surfaces de potentiel et trajets réactionnels dans la photochimie des énones. Orsay 1970 (französisch, Dissertation, Universität Paris-Süd).
- L’Amibe et l’étudiant : université et recherche, l’état d'urgence. Odile Jacob, Paris 1988, ISBN 2-7381-0033-3 (französisch).